# The Big Chance
Pour plus de détails, voir Fiche technique et Distribution.
The Big Chance est un film américain réalisé par Albert Herman et sorti en 1933.

## Fiche technique
- Titre : The Big Chance
- Réalisation : Albert Herman
- Producteur : Morris Shiller
- Scénario : Mauri Grashin
- Image : George Meehan
- Musique : Bernard B. Brown, Norman Spencer (Brown-Spencer)
- Son : Mono Balsley & Phillips Recording System
- Montage : Jack Bruggy
- Durée : 62 minutes
- Date de sortie :
  - États-Unis : 29 août 1933

## Distribution
- John Darrow : Knockout Frankie (Rocky) Morgan
- Merna Kennedy : Mary Wilson
- Natalie Moorhead : Babe
- Mickey Rooney : Arthur Wilson
- Matthew Betz : Flash McQuaid
- Hank Mann : Tugboat
- Virginia True Boardman : Mrs. Wilson